# Jacques Dellerie
Jacques Dellerie, né le 28 janvier 1947, est un homme politique français.

## Biographie
À la suite de la nomination d'Estelle Grelier au gouvernement, il devient député,.
Jacques Dellerie fut chargé de communication pour la raffinerie Total de Gonfreville-l'Orcher. Il est le maire de Sandouville sans interruption depuis le 16 mars 2001.